# Sheffield (Iowa)
Sheffield is een plaats (city) in de Amerikaanse staat Iowa, en valt bestuurlijk gezien onder Franklin County.

## Demografie
Bij de volkstelling in 2000 werd het aantal inwoners vastgesteld op 930. In 2006 is het aantal inwoners door het United States Census Bureau geschat op 1001, een stijging van 71 (7,6%).

## Geografie
Volgens het United States Census Bureau beslaat de plaats een oppervlakte van 14,5 km², waarvan 14,4 km² land en 0,1 km² water. Sheffield ligt op ongeveer 328 m boven zeeniveau.

## Plaatsen in de nabije omgeving
De onderstaande figuur toont nabijgelegen plaatsen in een straal van 20 km rond Sheffield.